# Стінка Блоха

Стінка Блоха (B) між доменами (A) і (C) повернутими на 180°.

Стінка Блоха — перехідні граничні шари між сусідніми доменами. В межах "Стінки Блоха" орієнтація магнітних моментів сусідніх атомів поступово змінюється на протилежну. Для заліза довжина стінки Блоха порядку 1000 Å. 
Внаслідок того, що в межах стінки Блоха порушується паралельність магнітних моментів сусідніх атомів, енергія їх взаємодії більше, ніж всередині доменів. Отже, на границях розділу доменів виникає додаткова енергія, яка пропорційна площі поверхні стінки Блоха.
Назва — на честь американського фізика Фелікса Блоха, відомого працями в області магнетизму.